# ARSAT-2
ARSAT-2 ist ein kommerzieller Kommunikationssatellit der argentinischen AR-Sat (Empresa Argentina de Soluciones Satelitales Sociedad Anónima).
Er wurde am 30. September 2015 mit einer Ariane 5 ECA Trägerrakete vom Raketenstartplatz Centre Spatial Guyanais (zusammen mit NBN Co 1A) in eine geostationäre Umlaufbahn gebracht.
Der dreiachsenstabilisierte Satellit ist mit 26 Ku-Band und 10 C-Band Transpondern ausgerüstet und soll von der Position 81° West aus Nord und Südamerika mit Fernsehen und Internet versorgen. Er wurde von der Firma INVAP auf Basis des Satellitenbus Arsat-3K gebaut (wobei Airbus Defence and Space verschiedene Komponenten und Thales Alenia Space die Kommunikationsnutzlast zulieferte) und besitzt eine geplante Lebensdauer von 15 Jahren.